# John Bellenden Ker Gawler
John Bellenden Ker, originariamente John Gawler (Andover, 1764 – Andover, giugno 1842), è stato un botanico britannico.
Il 5 novembre 1804 cambiò il suo nome in Ker Bellenden ma continuò a firmarsi con il nome Bellenden Ker fino alla sua morte. Suo figlio era il riformatore legale Charles Henry Bellenden Ker.
È conosciuto per aver scritto il Recensio Plantarum (nel 1801), il Select Orchideae (nel 1816) e l'Iridearum Genera (nel 1827). Pubblicò inoltre l'Edward's Botanical Register nel periodo compreso tra il 1815 ed il 1824. Fu un famoso botanico e autore dell'Archaeology of Popular Phrases and Nursery Rhymes (del 1837). Il secondo volume di quest'opera fu pubblicato nel 1840. Robert Brown (1773-1858) denominò il genere Bellendena, incluso nella famiglia delle Proteaceae, in suo onore nel 1810. Lo stato del Queensland, in Australia, ha dato il suo nome alla seconda vetta più elevata della regione, Mount Bellenden Ker, che risulta essere, inoltre, la località più piovosa d'Australia. Nella stessa zona è stato successivamente assegnato il suo nome al Bellenden Ker Range.
Il suo lavoro di filastrocche in inglese contenuto in quattro volumi fu, in realtà, scritto in basso sassone, un'ipotetica forma di olandese. Lo tradusse quindi nuovamente in lingua inglese, rivelando una particolare tendenza per l'anticlericalismo.
Il giglio siberiano, che vegeta in Siberia e in Asia, fu chiamato Lilium pensylvanicum da Ker Gawler male interpretando l'area d'origine della specie. Alcuni anni dopo, accortosi dell'errore, cambiò il nome in Lilium dauricum, dal nome di una regione della Siberia. Secondo il Codice Internazionale di Nomenclatura Botanica, tuttavia, deve essere mantenuta la prima denominazione.